# Tjumenzewo
Tjumenzewo (russisch Тюме́нцево) ist ein Dorf (selo) in der Region Altai (Russland) mit 5576 Einwohnern (Stand 14. Oktober 2010).

## Geographie
Der Ort liegt etwa 150 km Luftlinie westlich des Regionsverwaltungszentrums Barnaul am Ostrand der Kulundasteppe. Sie befindet sich bei der Mündung der Medwedka in die Tscheremschanka, einen rechten Nebenfluss der etwa 20 km westlich fließenden Kulunda. 14 km nordwestlich von Tjumenzewo verläuft der Kulunda-Magistralkanal.
Tjumenzewo ist Verwaltungssitz des Rajons Tjumenzewski sowie Sitz und einzige Ortschaft der Landgemeinde Tjumenzewski selsowet.

## Geschichte
Das Dorf wurde 1763 gegründet. Seit 1924 ist Tjumenzewo Zentrum eines Rajons.

### Bevölkerungsentwicklung
| Jahr | Einwohner |
| ---- | --------- |
| 1939 | 4542      |
| 1959 | 5041      |
| 1970 | 5316      |
| 1979 | 6019      |
| 1989 | 5971      |
| 2002 | 5805      |
| 2010 | 5576      |

Anmerkung: Volkszählungsdaten

## Verkehr
Straßenverbindung besteht zur etwa 30 km nordöstlich verlaufenden Regionalstraße R380, die von Barnaul dem linken Ufer des Ob über Kamen am Ob nach Nowosibirsk folgt. In südlicher Richtung führt eine Straße, die bei der 40 km südlich gelegenen Siedlung Komsomolski mit der Bahnstation Kortschino die Eisenbahnstrecke Kulunda – Barnaul kreuzt und weiter nach Mamontowo verläuft.